# DigiCash
DigiCash Inc. foi uma empresa de dinheiro eletrônico fundada por David Chaum em 1989. As transações do DigiCash eram únicas porque eram anônimas devido a uma série de protocolos criptográficos desenvolvidos por seu fundador.  A DigiCash declarou falência em 1998 e posteriormente vendeu  seus ativos para a eCash Technologies, outra empresa de moeda digital, que foi adquirida pela InfoSpace em 19 de fevereiro de 2002. 

## História
David Chaum está associado à invenção da tecnologia de assinatura cega. Em 1982, enquanto estudava na Universidade da Califórnia, Berkeley, Chaum escreveu um artigo descrevendo os avanços tecnológicos para a tecnologia de chaves públicas e privadas, a fim de criar esta Tecnologia de Assinatura Cega.  A tecnologia de assinatura cega da Chaum foi projetada para garantir a total privacidade dos usuários que realizam transações online. Chaum estava preocupado com a natureza pública e o acesso aberto a pagamentos online e informações pessoais. Ele então propôs a construção de um sistema de protocolos criptográficos, no qual um banco ou o governo seria incapaz de rastrear pagamentos pessoais realizados online.  Essa tecnologia foi totalmente implementada em 1990, por meio da empresa de Chaum, a DigiCash.

### Tecnologia
O DigiCash era uma forma de pagamento eletrônico inicial, que exigia que o software do usuário retirasse as notas de um banco e designasse chaves criptografadas específicas antes que pudessem ser enviadas a um destinatário. Esse avanço da criptografia de chave pública e privada permite que os pagamentos eletrônicos se tornem indetectáveis pelo banco emissor, pelo governo ou por terceiros. Esse sistema de Assinaturas Cegas por meio do software DigiCash melhorou a segurança de seus usuários por meio da emissão de chaves seguras, o que impediu que terceiros acessem informações pessoais por meio de transações online. O Mark Twain Bank, posteriormente adquirido pelo banco Mercantile, localizado no Missouri, era o único banco dos Estados Unidos que suportava os sistemas DigiCash. O Deutsche Bank, com sede na Alemanha, foi o segundo banco de apoio dos sistemas DigiCash. 

### Falência
A DigiCash não conseguiu expandir a empresa com sucesso por meio da expansão de sua base de usuários. Chaum afirmou em uma entrevista em 1999 que o projeto DigiCash e seu sistema de tecnologia entraram no mercado antes que o comércio eletrônico fosse totalmente integrado à Internet.  Em 1998, a DigiCash entrou com um pedido de falência do Capítulo 11 e em 2002 a empresa foi vendida por ativos.  Uma implementação mais moderna da abordagem DigiCash é fornecida pela Taler Systems SA como Software Livre com o protocolo " GNU Taler ". 